# 상호 신경지배
르네 데카르트(1596–1650)는 작용근과 길항근의 제어를 제공하는 원리로서 상호 신경지배(reciprocal innervation) 모형을 구상한 최초의 사람 중 한 명이었다(1626년). 상호 신경 분포는 골격근이 길항적 쌍으로 존재하며, 한 근육의 수축은 다른 근육의 수축으로 생성된 것과 반대되는 힘을 생성한다.

## 같이 보기
- 분절 신경분포
- 신경
- 신경해부학에 대한 해부학 용어
- 하지의 피부 신경분포
- 등가 신경지배에 대한 헤링의 법칙